# Sporting CP (női csapat)
A Sporting Clube de Portugal női labdarúgó szakosztálya, melynek székhelye Lisszabonban található.

## Klubtörténet
1991 és 1995 között jött létre a klub először, de a Boavista uralta a bajnokságot és a sikerek elmaradtak, majd megszűnt a szakosztály.  A 2016–17-es szezon előtt létrejött újra a szakosztály és az első szezonjukban a bajnokság mellett a kupát is megnyerték. Ezt követően a szuperkupát is elhódították.

## Játékoskeret
2023. január 28-tól
| #  |     | Poszt | Név                 |
| -- | --- | ----- | ------------------- |
| 1  | USA | K     | Hannah Seabert      |
| 22 | POR | K     | Catarina Potra      |
| 55 | POR | K     | Carolina Jóia       |
| 3  | POR | V     | Maísa Correia       |
| 4  | USA | V     | Leah Scarpelli      |
| 5  | BRA | V     | Fátima Dutra        |
| 6  | POR | V     | Bruna Lourenço      |
| 16 | POR | V     | Sofia Silva         |
| 26 | BIH | V     | Melisa Hasanbegović |
| 30 | POR | V     | Carolina Beckert    |
| 47 | POR | V     | Mariana Rosa        |
| 77 | POR | V     | Alícia Correia      |
| 7  | POR | KP    | Joana Martins       |
| 8  | POR | KP    | Rita Fontemanha     |

| #  |     | Poszt | Név              |
| -- | --- | ----- | ---------------- |
| 11 | ESP | KP    | Brenda Pérez     |
| 17 | POR | KP    | Cláudia Neto     |
| 21 | BRA | KP    | Maiara Niehues   |
| 39 | POR | KP    | Andreia Bravo    |
| 43 | POR | KP    | Vera Cid         |
| 9  | POR | CS    | Ana Borges       |
| 10 | CAN | CS    | Chandra Davidson |
| 18 | POR | CS    | Ana Capeta       |
| 19 | POR | CS    | Diana Silva      |
| 20 | POR | CS    | Ana Teles        |
| 23 | POR | CS    | Maria Ferreira   |
| 57 | POR | CS    | Inês Gonçalves   |
| 70 | POR | CS    | Joana Dantas     |

## Korábbi híres játékosok
| - Mariana Azevedo - Neuza Besugo - Solange Carvalhas - Nadine Cordeiro - Carole Costa - Carla Couto - Marta Ferreira - Matilde Fidalgo - Matilde Figueiras - Patrícia Gouveia - Andreia Jacinto - Ana Leite - Joana Marchão - Carolina Mendes - Mónica Mendes - Patrícia Morais - Inês Pereira - Fátima Pinto | - Tatiana Pinto - Matilde Raposo - Francisca Silva - Carlyn Baldwin - Sydney Blomquist - Sharon Wojcik - Mariana Larroquette - Jacynta Galabadaarachchi - Raquel Fernandes - Doris Bačić - Sen Menglu - Carolina Venegas - Amanda Pérez - Wibke Meister - Nathalie Persson - Nevena Damjanović - Hannah Wilkinson |

## Sikerek
- Portugál bajnok (2):
  - 2016–17, 2017–18
- Portugál kupagyőztes (3):
  - 2016–17, 2017–18, 2021–22
- Portugál szuperkupa (2):
  - 2017, 2021

## Külső hivatkozások
- A klub hivatalos honlapja